# 申大年
申大年，祁阳人，是一名清朝政治人物。举人出身。
申大年曾于乾隆四十年(1775年)接替鞠珖任邵武府知府一职，乾隆四十三年(1778年)由廷毓接任。